# Mag 't een ietsje meer zijn?
Mag 't een ietsje meer zijn? Een eigen keuze uit alle bundels. Geïllustreerd door Peter Vos is een in 1983 verschenen bloemlezing uit de 47 tot dan verschenen bundels van Simon Carmiggelt. De auteur maakte de keuze zelf uit zijn van 1940 tot en met 1982 verschenen bundels. Het overzicht beslaat net niet Carmiggelts volledige oeuvre: in 1984 publiceerde hij nog een laatste bundel, Ik red me wel.

## Achtergrond
De uitgave ontstond in het kader van Carmiggelts zeventigste verjaardag in 1983. Carmiggelt maakte aanvankelijk een selectie van 650 pagina's, maar die zou betekenen dat het boek duurder zou worden dan de prijs waarvoor het de boekhandel al was aangeboden. Daarop bracht hij de omvang met 200 pagina's terug.

## Inhoud
Uit elk van Carmiggelts oorspronkelijke bundels zijn tussen de twee en acht verhalen opgenomen, de meeste bundels zijn met vier à vijf verhalen vertegenwoordigd. Op de achterflap typeerde de auteur de bloemlezing als zijn 'indirecte autobiografie' en vatte zijn ontwikkeling samen:
Bij het herlezen van in mijn jeugd geschreven bundels dacht ik soms: 'Met die vrolijke jongen zou ik wel eens willen kennis maken.' Maar in de latere boeken zag ik hem langzaam maar zeker veranderen in de richting van de man die de pen voert aan het slot. Om die man valt nog maar zelden te schateren, al heeft hij, geloof ik, het oog én het oor voor het absurde in de meest tragische situaties nooit helemaal verloren.
Ook Carmiggelts drie dichtbundels zijn vertegenwoordigd, met bij elkaar twintig gedichten.

## Receptie
Dagblad Het vrije volk beantwoordde de vraag die de titel van de bundel vormde bevestigend: 'Ja, dat mag. Hoewel het allemaal losse stukken zijn, lezen ze op den duur als een roman over het leven van iemand die de mensen om zich heen een warm hart toedraagt, en zich steeds weer verbaast over hun handel en wandel.' De Telegraaf noemde het 'gelukkig' dat Carmiggelt zijn dichtbundels bij de samenstelling betrok, maar vroeg zich ook af voor welk publiek de bloemlezing bedoeld was, aangezien er nauwelijks iemand was die niks van Carmiggelt in huis had.
De omvangrijkste bespreking stond in de Volkskrant, waar Kees Fens de bloemlezing aangrijpt om Carmiggelts ontwikkeling te schetsen, van een 'vrolijke bol' naar een 'grijze planeet'. De vroege verhalen zitten vol gebeurtenissen en een overdaad aan vergelijkingen, de latere zijn verstild en vol suggestie en ondergrondse verwijzingen. Zo lijkt het vroege werk van Carmiggelt op iemand die Carmiggelt probeert te imiteren, wat volgens Fens geldt voor alle grote auteurs, waarbij hij met name aan J.C. Bloem denkt. Geleidelijk verdwijnen de fantastische verhalen, de kolder, het groteske en de slapstick. Daarbij tekent Fens over die geleidelijkheid aan dat hij toch een grens waarneemt: bij de bundel Kraaltjes rijgen uit 1958 is de vergrijzing definitief geworden, wat volgens Fens verband houdt met het opgroeien van Carmiggelts kinderen, waardoor hij tot de komst van kleinkinderen is afgesneden van de vrije ruimte die de kinderwereld is. Hoewel het hem onmogelijk lijkt een hoogtepunt in deze collectie aan te wijzen, doet Fens dat uiteindelijk toch: het verhaal 'Ritje' uit Mijn moeder had gelijk uit 1969.

## Publicatiegeschiedenis
De in linnen gebonden uitgave werd in oktober 1983 voor de prijs van ƒ36,50 aangeboden.